# رودي ليوبولد
رودي ليوبولد (بالإنجليزية: Rudy Leopold)‏ هو لاعب كرة قاعدة أمريكي، ولد في 27 يوليو 1905 في غراند كين في الولايات المتحدة، وتوفي في 3 سبتمبر 1965 في باتون روج في الولايات المتحدة.

## وصلات خارجية
- رودي ليوبولد على موقعبيزبول رفرنس.كوم (الدوري الرئيسي) (الإنجليزية)